# Емблема Мальдівів
Емблема Мальдівів — один з офіційних символів держави.

## Опис
Складається з кокосової пальми, півмісяця, і двох перехресних Національних прапорів із традиційною назвою держави арабською мовою.
Півмісяць і зірка в середині емблеми Мальдів або світло-блакитні або білі (срібло) під час його першого проєкту в 1940-х у часи регентства Мухаммеда Аміну Дошимена Каледофані. Колір півмісяця й зірки був змінений на золотий в 1990-х.